# Joe Matthews
Vincent Joseph Gaobakwe Matthews, kurz Joe Matthews (geboren 17. Juni 1929 in Durban; gestorben 19. August 2010 in Johannesburg) war ein südafrikanischer Jurist, Anti-Apartheids-Aktivist, ANC-Repräsentant in London und Politiker.

## Leben

### Kindheit und Ausbildung
Joe Matthews war eines der fünf Kinder von Frieda und Zachariah Keodirelang Matthews.
Matthews besuchte die Grundschule von Lovedale bei Alice. Seinen weiterführenden Schulweg beschritt er in Rosettenville (Johannesburg) an der Peter’s Secondary School der Anglikaner, wo er 1947 sein Matric ablegte. Während dieser Zeit formte sich früh sein politisches Bewusstsein und er trat der ANC Youth League (ANCYL) bei, die 1944 in Bloemfontein gegründet worden war. Noch als Schüler übernahm er den Vorsitz der Regionalgruppe in Rosettenville.
Nach dem Schulabschluss schrieb er sich im South African Native College in Fort Hare ein und erwarb dort 1950 einen Bachelor in den Fächern Englisch und Geschichte. Während dieser Studienzeit kam er mit Nelson Mandela und Mangosuthu Buthelezi in Kontakt. Es kam zu einer vertieften Freundschaft mit Buthelezi und er war später Trauzeuge bei dessen Hochzeit.
Nach dem Studium in Fort Hare ging er nach Johannesburg. Hier begann Matthews ein Jurastudium an der Witwatersrand-Universität, das er 1952 wegen seiner Mitwirkung an Protestaktionen unterbrach und später im Fernstudium an einer anderen Universität erfolgreich beendete.
Zwischen 1948 und 1950 war Matthews National-Sekretär der ANCYL unter dem Vorsitzenden Nelson Mandela. 1952 übernahm er selbst die Präsidentschaft in dieser Jugendorganisation.
Die School of Oriental and African Studies an der University of London verlieh ihm 1965 einen Master in Geschichtswissenschaft. In seiner Arbeit hatte er sich mit den frühen Entwicklungen des African National Congress (ANC) befasst.

### Berufliche und politische Etappen
Die erste berufliche Tätigkeit Matthews nach seinem Bachelor-Abschluss als Lehrer begann an einer allgemeinbildenden Schule (Newall School). In diesem beruflich fordernden Lebensabschnitt setzte er sich für die Rechte benachteiligter Bevölkerungsgruppen in Südafrika ein. 1952 war er in der Defiance Campaign und wenig später, im Jahr 1955, in der Congress-of-the-People-Kampagne aktiv, letztere führte zur Verabschiedung der Freedom Charter. Im September 1953 verhinderte eine Bannungsverfügung der Regierung seine Teilnahme an einem Treffen Oppositioneller in Kliptown. Diese Anordnung umfasste zudem ein Verbot seiner Lehrertätigkeit und er durfte durch Dritte nicht zitiert werden. Es war ihm auch untersagt, sich an Versammlungen mit mehr als zwei Personen zu beteiligen. Diese für die Apartheidpolitik üblichen Einschränkungen von Einzelpersonen veranlassten ihn, sein politisches Engagement in der Untergrundarbeit fortzusetzen.
Während der Bannung setzte Matthews zwischen 1954 und 1956 sein schon in Johannesburg begonnenes Jurastudium als externer Student an der University of London fort und schloss dieses mit dem LL.B.-Grad ab. Seine juristische Qualifikation erweiterte sich zwischen 1957 und 1958, als er für die Kanzlei JH Spilkin in Port Elizabeth tätig war.
Am 5. Dezember 1956 wurden Joe Matthews und sein Vater ZK Matthews im Kreise von insgesamt 156 Aktivisten mit dem Vorwurf des Hochverrats festgenommen. Der unter dem Namen Treason Trial international bekannt gewordene Prozess war eine politische Machtdemonstration gegen jegliche politische Opposition zur Apartheidpolitik. Die meisten Angeklagten wurden jedoch vor ihrem Verhandlungsbeginn auf Kaution freigelassen. Er und sein Vater erlangten einen Freispruch.
Ein 1959 unter der ANC-Führung zirkulierendes Papier aus seiner Autorenschaft befasste sich mit dem im selben Jahr erlassenen Promotion of Bantu Self-Government Act und dessen erwarteten Auswirkungen. Darin brachte er zum Vorschlag, diese Gesetzgebung zu nutzen, um mit geeigneten Strukturen die Einigung unter den Zulu-Gruppen in der damaligen Provinz Natal zu befördern. Im Jahr 1957 trat Matthews der South African Communist Party (SACP) bei und war zwischen 1962 und 1970 Mitglied ihres Zentralkomitees. Aus den dabei gewonnenen Eindrücken erwuchsen ihm jedoch zunehmend Zweifel daran, ob die politische Programmatik in der Praxis funktionieren könne. Diese Eindrücke entfremdeten ihn  zusehends von der Partei.
Im Jahre 1960 ereigneten sich landesweit Proteste im Rahmen der Anti-Pass-Kampagne, die schließlich im Sharpeville-Massaker gipfelten sowie zum ANC-Verbot und einen landesweiten Ausnahmezustand führten. Matthews als ANC-Funktionär wurde auf Grundlage der dafür erlassenen Sonderregelungen mit landesweit über 18.500 anderen politischen Aktivisten ohne Anklage und Verurteilung inhaftiert, jedoch später wieder freigelassen. Unter dem Eindruck dieser Entwicklungen floh er nach Lesotho, wohin ihm seine Familie kurze Zeit später folgte. Als er nach einer Auslandsreise wieder nach Lesotho zurückkehren wollte, verwehrte ihn 1965 die Regierung Südafrikas die Einreise über ihr Staatsgebiet.
Abgesehen von seinem Aufenthalt am Jan-Smuts-Flughafen in Johannesburg hatte er bis zu seiner Rückkehr im Jahr 1991 sein Land Südafrika nicht mehr betreten. Er emigrierte in das Vereinigte Königreich und wurde in London sesshaft. In dieser Zeit übernahm er die Leitung der ANC-Vertretung in London. Folglich kam es 1966 dazu, dass Matthews erster Herausgeber/Redaktionsleiter für die ANC-Zeitschrift Sechaba wurde, die im Januar 1967 erstmals erschien. Der Leiter der südafrikanischen Sicherheitspolizei,  P. J. Venter, wurde 1969 von der Sunday Times mit der Auffassung zitiert, dass sich die ANC-Führung im Auslandsexil aufspalten würde, in eine Gruppe um Oliver Tambo und in einen anderen Teil um Moses Kotane, wo neben Duma Nokwe, J. B. Marks auch Joe Matthews zu finden sei.
Im Jahr 1970 zog Matthews nach Botswana, weil ihn Premierminister Seretse Khama als stellvertretenden Sekretär in seinen Amtsbereich einstellte. Für ihn ergaben sich in Botswana berufliche Aufstiegsmöglichkeiten. Von 1972 bis Anfang 1976 diente er dem Land als stellvertretender Generalstaatsanwalt. Während seiner Zeit in Botswana war Matthews nur wenig politisch aktiv, half jedoch dem ANC dabei, in diesem damaligen Frontlinienstaat zu Südafrika bei dessen Exilarbeit. Über seine Ansichten zur damaligen Lage von Südafrika und des ANC sprach er mit einem Journalisten von der Sunday Times, der Inhalte aus dem Interview im April 1976 publizierte. Darin plädierte Matthews für ein Ende des bewaffneten Kampfes (MK) seitens des ANC und die Beendigung der Beziehungen zum „Sowjet-Block“. Im Gegenzug solle die südafrikanische Regierung Nelson Mandela und andere politische Gefangene freilassen. Es ist beachtlich, dass Matthews Ideen, die für den ANC im Exil als abtrünnig erschienen, den diesbezüglichen Entwicklungen im Jahr 1990 sehr nahe kamen.
Nach dem Staatsdienst verblieb er in Botswana und eröffnete 1976 in der Hauptstadt Gaborone eine eigene Anwaltskanzlei. Diese hielt er bis zu seiner Rückkehr nach London im Jahre 1984. In den späten 1980er Jahren weilte Matthews für längere Zeitabschnitte in Kanada und in den Niederlanden (1986 bis 1991). Im Verlauf dieser Auslandsaufenthalte entstanden im Zusammenhang mit wissenschaftlichen Tätigkeiten zahlreiche Aufsätze in Fachjournalen.
Als Matthews 1991 nach Südafrika zurückkehrte, nahm er seinen Wohnsitz in Durban und erneuerte die Kontakte zu Mangosuthu Buthelezi (Inkatha) und ANC-Vertretern. Die Wiederaufnahme politischer Kontakte vor Ort führte zu seiner Berufung als CEO (etwa: Geschäftsführer) der Inkatha Freedom Party (IFP). In dieser Rolle trat er als Sprecher der Partei auf und nahm 1993 an den Multi-Partei-Verhandlungen auf nationaler Ebene teil. Bei der Parlamentswahl von 1994 stand er auf Platz 2 der IFP-Liste und erlangte so ein Parlamentsmandat (von 43 Sitzen der IFP). Im Mai 1994 berief ihn Präsident Mandela als Stellvertreter des Minister of Safety and Security (etwa: „Minister für Schutz und Sicherheit“) in die neue Regierung des Landes. Diese Funktion behielt er bis nach der Parlamentswahl von 1999 im danach gebildeten Kabinett Mbeki.
Im Zuge seiner Pensionierung nahm Joe Matthews im Jahre 2004 von der aktiven politischen Arbeit Abschied. Ungeachtet dessen hielt er weiterhin Vorträge und war als Berater bei Rechtsfragen aktiv. Der Geheimdienstminister Ronnie Kasrils (Kabinett Mbeki II) übertrug ihm die Aufgabe, die damaligen Nachrichtendienste hinsichtlich ihrer Funktionsweise zu evaluieren. Das Ergebnis dieser Untersuchung schlug sich in einem kontrovers diskutierten Bericht nieder, in dem ein besseres Verhältnis zwischen dem Grundsatz der Geheimhaltung und der Transparenz für die Öffentlichkeit aufgefordert wurde.

## Persönliches
Joe Matthews war seit 1951 mit Regina Thelma Phillips verheiratet. Er verstarb am 19. August 2010 im Alter von 81 Jahren im Milpark Hospital von Johannesburg. Das Ehepaar hatte sieben Kinder. Seine Frau starb bereits im Jahr 2002. Joe Matthews spielte in seiner Freizeit Klavier, überwiegend klassische Stücke und war als reisefreudige Person vielseitig informiert.
Seine Tochter Naledi Pandor wurde mit den Wahlen von 1994 ANC-Parlamentsabgeordnete (zeitweilig Whip), 1999 Vorsitzende des National Council of Provinces (NCOP) und 2019 Außenministerin von Südafrika.